# Kanton Ducey
Ducey is een voormalig kanton van het Franse departement Manche. Het kanton maakte deel uit van het arrondissement Avranches. Het kanton is op 22 maart 2015 opgeheven waarop de gemeenten werden opgenomen in het aangrenzende kanton Pontorson. 

## Gemeenten
Het kanton Ducey omvatte de volgende gemeenten:
- Céaux
- Les Chéris
- Courtils
- Crollon
- Ducey (hoofdplaats)
- Juilley
- Marcilly
- Le Mesnil-Ozenne
- Poilley
- Précey
- Saint-Ovin (deels)
- Saint-Quentin-sur-le-Homme